# روبرت ويلسون (سياسي)
روبرت ويلسون (بالإنجليزية: Robert Wilson) هو محامي وقاضي وسياسي أمريكي، ولد في 1 نوفمبر 1803 في ستونتون في الولايات المتحدة، وتوفي في 10 مايو 1870 في مارشال في الولايات المتحدة. حزبياً، نشط في Union Party (United States, 1850) ‏. وقد انتخب عضو مجلس ولاية ميزوري وانتخب عضو مجلس نواب ولاية ميسوري وانتخب عضو مجلس الشيوخ الأمريكي.